# علی حسین شهاب
علی حسین شهاب (زادهٔ ۵ مهٔ ۱۹۶۱ - درگذشته  ۲۶ اکتبر ۲۰۱۶) یک بازیکن فوتبال در پست هافبک اهل عراق بود. او همچنین در تیم ملی فوتبال عراق بازی کرده‌است.